# تاتیانا مانیما
تاتیانا مانیما (استونیایی: Tatjana Mannima; ۱۰ ژانویهٔ ۱۹۸۰) اسکی‌باز صحرانوردی اهل استونی بود.
وی در سه دوره از بازی‌های المپیک زمستانی ۲۰۰۶، ۲۰۱۰ و ۲۰۱۸ شرکت کرده‌است.